# Argidia subrubra
Argidia subrubra là một loài bướm đêm trong họ Noctuidae.